# Miltochrista lanceolata
Miltochrista lanceolata är en fjärilsart som beskrevs av Walker 1856. Miltochrista lanceolata ingår i släktet Miltochrista och familjen björnspinnare. Inga underarter finns listade i Catalogue of Life.